# 新書·忍者

《新書·忍者》（新書・忍びの者）是1966年上映的日本時代劇電影，市川雷藏主演，此為大映製作的「忍者系列」八集中的第八部，本片敘述霞小次郎為尋找殺父仇人而踏上了復仇之路。

## 演員
- 霞小次郎：市川雷藏
- 茜：安田道代
- 千歲：富士真奈美
- 黑戸左太夫：伊藤雄之助
- 武田信玄：石山健二郎
- 矢伏豬十：五味龍太郎
- 斑夜叉丸：井上昭文
- 本多忠勝：島田龍三
- 霞勘兵衛：須賀不二男
- 德川家康：内藤武敏
- 鬼笛音吉：伊達三郎
- 穴山梅雪：杉山昌三九

## 製作人員
- 企劃：藤井浩明
- 導演：池廣一夫
- 編劇：高岩肇
- 攝影：田中省三
- 美術：太田誠一
- 照明：加藤博也
- 音樂：渡邊岳夫
- 剪輯：菅沼完二
- 錄音：海原幸夫
- 副導演：溝口勝美
- 武術指導：宮內昌平

## 外部連結
- 新書・忍びの者 （页面存档备份，存于）（日語）
- 忍びの者シリーズ （页面存档备份，存于）（日語）